# 1856
1856 (số La Mã: MDCCCLVI) là một năm nhuận bắt đầu vào thứ Ba trong lịch Gregory.

## Sinh
- 16 tháng 3 – Napoleón Eugène (m. 1879).
- 24 tháng 4 – Philippe Petaín (m. 1951).
- 26 tháng 4 – Joseph Ward (m. 1930)
- 27 tháng 4 – Đồng Trị Đế (m. 1875).
- 10 tháng 7 – Nikola Tesla (m. 1943).
- 6 tháng 5 – Sigmund Freud (m. 1939).
- 28 tháng 12 – Woodrow Wilson (m. 1924).

## Mất
- 27 tháng 1 – Nguyễn Phúc Miên Sách, hoàng tử con vua Minh Mạng (s. 1839).
- 13 tháng 4 – Nguyễn Phúc Thục Tĩnh, phong hiệu Xuân An Công chúa, công chúa con vua Minh Mạng (s. 1825).
- Không rõ – Nguyễn Phúc Ngọc Nga, phong hiệu An Thái Công chúa, công chúa con vua Gia Long (s. 1796).
- Không rõ – Nguyễn Phúc Ngọc Ngôn, phong hiệu An Nghĩa Công chúa, công chúa con vua Gia Long (s. 1804).
- Không rõ – Nguyễn Phúc Ngọc Cơ, phong hiệu Định Hòa Công chúa, công chúa con vua Gia Long (s. 1808).